# 美丽狸藻
美丽狸藻（學名：Utricularia pulchra）為狸藻屬似一年生小型食虫植物。其种加词“pulchra”来源于拉丁文“pulcher”，意为“美丽”。美丽狸藻为新几内亚的特有种。其岩生或陆生于岩壁上的湿沙或岩石间，海拔分布范围为2250米至3100米。1977年，彼得·泰勒正式描述了美丽狸藻。

## 外部連結
维基共享资源上的相關多媒體資源：美丽狸藻
 維基物種上的相關：美丽狸藻